# South Derbyshire
Le South Derbyshire est un district non-métropolitain du Derbyshire, en Angleterre. Le conseil de district siège à Swadlincote.
Le district existe depuis le 1er avril 1964 et est issu de la fusion du district urbain de Swadlincote, du district rural de Repton et d'une partie du district rural du South East Derbyshire.